# 栗原康 (政治学者)
栗原 康（くりはら やすし、1979年 - ）は、日本の政治学者。専門はアナキズム研究。著書に『大杉栄伝 永遠のアナキズム』や『学生に賃金を』などがある。東北芸術工科大学非常勤講師を務める。

## 経歴
1979年、埼玉県に生まれる。高校時代は埼玉から千葉県市川市の市川高等学校まで片道2時間半かけて通学していたが、満員電車で気分が悪くなって吐いてしまったところ、サラリーマンに背中をカバンで連打されたという経験がトラウマとなり、それからは満員電車を避け、途中駅の公園で読書をした。ある日公園で読んだ大杉栄の評論がきっかけでアナキズムを研究することになる。早稲田大学政治経済学部を卒業後、同大学院の政治学研究科の博士後期課程を満期退学。白井聡とは同じゼミであった。
2014年、『大杉栄伝 永遠のアナキズム』で第5回いける本大賞を受賞する。2016年、6冊目の著書『村に火をつけ、白痴になれ 伊藤野枝伝』が岩波書店より刊行された。2017年、池田晶子記念「わたくし、つまりNobody賞」を受賞。

## 著書
- 『G8サミット体制とはなにか』以文社、2008年6月。ISBN 978-4-7531-0262-4。
  - 『増補 G8サミット体制とはなにか』以文社、2016年4月。ISBN 978-4-7531-0331-7。
- 『大杉栄伝 永遠のアナキズム』夜光社、2013年12月。ISBN 978-4-906944-03-3。
  - 『大杉栄伝 永遠のアナキズム』KADOKAWA〈角川ソフィア文庫〉、2021年2月。ISBN 978-4-04-400335-7。
- 『学生に賃金を』新評論、2015年2月。ISBN 978-4-7948-0995-7。
- 『はたらかないで、たらふく食べたい 「生の負債」からの解放宣言』タバブックス、2015年4月。ISBN 978-4-907053-08-6。
  - 『はたらかないで、たらふく食べたい 「生の負債」からの解放宣言 増補版』筑摩書房〈ちくま文庫〉、2021年2月。ISBN 978-4-480-43720-4。
- 『現代暴力論 「あばれる力」を取り戻す』KADOKAWA〈角川新書〉、2015年8月。ISBN 978-4-04-082034-7。
- 『村に火をつけ、白痴になれ 伊藤野枝伝』岩波書店、2016年3月。ISBN 978-4-00-002231-6。
  - 『村に火をつけ、白痴になれ 伊藤野枝伝』岩波書店〈岩波現代文庫〉、2020年1月。ISBN 978-4-00-602316-4。
- 『死してなお踊れ 一遍上人伝』河出書房新社、2017年1月。ISBN 978-4-309-24791-5。
  - 『死してなお踊れ 一遍上人伝』河出書房新社〈河出文庫〉、2019年6月。ISBN 978-4-309-41686-1。
- 『菊とギロチン やるならいましかねぇ、いつだっていましかねぇ』タバブックス、2018年7月。ISBN 978-4-907053-25-3。 瀬々敬久(原作)、相澤虎之助(原作)。
- 『何ものにも縛られないための政治学 権力の脱構成』KADOKAWA、2018年7月。ISBN 978-4-04-106125-1。
  - 『無支配の哲学 権力の脱構成』角川新書、2024年8月。ISBN 978-4040825137。
- 『狂い咲け、フリーダム アナキズム・アンソロジー』筑摩書房〈ちくま文庫〉、2018年8月。ISBN 978-4-480-43535-4。
- 『文明の恐怖に直面したら読む本』Pヴァイン〈ele‐king books〉、2018年8月。ISBN 978-4-909483-04-1。 白石嘉治との共著。
- 『アナキズム 一丸となってバラバラに生きろ』岩波書店〈岩波新書 新赤版〉、2018年11月。ISBN 978-4-00-431745-6。
- 『平成遺産』淡交社、2019年2月。ISBN 978-4-473-04298-9。 川島小鳥、川添愛、栗原康、最果タヒ、武田砂鉄、田房永子、ブレイディみかこ、みうらじゅん(共著)
- 『執念深い貧乏性』文藝春秋、2019年4月。ISBN 978-4-16-390934-9。
- 『奨学金なんかこわくない！』新評論、2020年4月。ISBN 978-4-7948-1149-3。初版『学生に賃金を』に、新たな資料をくわえた増補完全版。
- 『アナキスト本をよむ』新評論、2020年12月。ISBN 978-4-7948-1167-7。
- 『サボる哲学 労働の未来から逃散せよ』NHK出版新書、2021年7月。ISBN 978-4-14-088658-8。
- 『超人ナイチンゲール（シリーズ　ケアをひらく）』医学書院、2023年11月。ISBN 978-4260054423。
- 『思想としてのアナキズム』以文社〈（長崎大学多文化社会学叢書４）〉、2024年3月。ISBN 978-4753103829。森元斎、森啓輔、清水知子、栗原康、髙橋采花、近藤和敬、中西淳貴、渡辺一樹、近藤宏、成瀬正憲、川上幸之介、東志保（共著）
- 『幸徳秋水伝: 無政府主義者宣言』夜光社、2024年9月。ISBN 978-4906944231。

## 出演
- エアレボリューション（ニコニコ生放送）[10]
- デモクラシータイムス（YouTube）[11]